# Селечня (Брянская область)
Селечня — село в Суземском районе Брянской области России. Административный центр Селеченского сельского поселения.

## География
Село находится в юго-восточной части Брянской области, в зоне хвойно-широколиственных лесов, в пределах западных склонов Среднерусской возвышенности, при автодороге 15К-2403, на расстоянии примерно 18 км (по прямой) к северо-востоку от Суземки, административного центра района. Абсолютная высота — 167 м над уровнем моря.

### Климат
Климат умеренно континентальный с достаточным увлажнением. Среднегодовая многолетняя температура воздуха составляет 6,7 °С. Средняя температура воздуха летнего периода — 17,6 °C; зимнего периода — −4,4 °C. Безморозный период длится в среднем 149 дней. Продолжительность периода активной вегетации растений (со среднесуточной температурой воздуха выше 10 °C) составляет 148 дней. Среднегодовое количество атмосферных осадков составляет 637,2 мм, из которых большая часть выпадает в тёплый период. Устойчивый снежный покров держится в течение 116 дней.

### Часовой пояс
Село Селечня, как и вся Брянская область, находится в часовой зоне МСК (московское время). Смещение применяемого времени относительно UTC составляет +3:00.

## Население
| 2010 | 2013 |
| ---- | ---- |
| 667  | ↘603 |

### Национальный состав
Согласно результатам переписи 2002 года, в национальной структуре населения русские составляли 96 % из 826 чел.

## Известные уроженцы
- Жигалкин, Павел Иванович (1938—2015) — украинский правовед, кандидат юридических наук.
- Раков, Василий Сергеевич (1914—2001) — советский военный деятель, майор, Герой Советского Союза.